# Formica procera
Formica procera é uma espécie de formiga do gênero Formica, pertencente à subfamília Formicinae.